# 友聯建築材料
友聯建築材料國際集團有限公司，簡稱友聯建築材料國際集團、友聯建築材料國際，以及友聯建築材料（英語：COMPANION BUILDING MATERIAL INTERNATIONAL HOLDINGS LIMITED，港交所除牌時0432.HK），於1973年由時任無綫電視主播蕭若元創立，並為大股東；後交予胞姊蕭若慈，及其丈夫梁國駒，專門經營生產及銷售各種類型建築材料產品。
而曾在1993年9月20日於香港交易所主板（包括上市公司認股證）上市，也就是以「友聯建築材料(集團)有限公司 」名義，1996年4月25日，把旗下友暉雲石（集團）有限公司（保華建業集團有限公司前身）上市，最後因為過度投資科網失利，最後在2003年出售給德祥企業集團有限公司，3月19日，被東方燃氣集團有限公司（盈科大衍地產發展有限公司前身）取代上市。

## 連結
- PCPD.com（页面存档备份，存于）

1. ↑  曾志偉帶貨帶著屎？講講TVB的荒謬事！在紐約洛克菲勒中心為某件一生從未認錯的事道歉？ （页面存档备份，存于），蕭若元：蕭氏新聞台，2024-09-18